# Ngựa Malopolski
Ngựa Malopolski (tiếng Ba Lan: koń małopolski) là một giống ngựa Ba Lan được phát triển vào thế kỷ 19 ở Lesse Ba Lan (Małopolska theo tiếng Ba Lan), địa danh mà giống ngựa này được đặt tên theo. Giống ngựa này được phát triển chủ yếu từ những con ngựa Ba Lan bản địa lai với Ngựa Thoroughbrbed và Ngựa Ả Rập. Số lượng ngựa Malopolski đã suy giảm kể từ cuối thế kỷ 20, nhưng các nghiên cứu di truyền cho thấy rất ít nguy cơ xảy ra tình huống cận huyết vào thời điểm này.

## Lịch sử
Nguồn gốc của Malopolski bắt nguồn từ những con ngựa Ba Lan bản địa của thế kỷ 15, được lai với những con ngựa phương Đông, bao gồm cả ngựa Ả Rập, để tạo thành một phép lai gần giống với tổ tiên phương Đông của nó. Bắt đầu từ cuối thế kỷ 19, dòng máu từ ngựa Ả Rập và Ngựa Thoroughbred đã được thêm vào dưới dạng thuần chủng và lai tạo với các giống ngựa Shagya, ngựa Gidran, Ngựa Furioso-North Star và các chủng ngựa khác. Ngoài ra, dòng máu ngựa Noninus cũng được thêm vào. Thông qua việc giới thiệu một lượng đáng kể dòng máu ngựa Ả Rập và Thoroughbred, một giống ngựa thuộc loại Anglo-Ả Rập đã được hình thành.
Năm 1963, một cuốn sách về giống cho cho giống ngựa này đã được bắt đầu, và mặc dù không có nhu cầu cho một ngựa chỉ phục vụ cho mục đích nông nghiệp, Malopolskis vẫn nổi tiếng trong vai trò của một giống ngựa cưỡi. Tuy nhiên, bắt đầu từ năm 1999, quần thể giống đã bắt đầu giảm và những lo ngại đã được đặt ra về khả năng cận huyết. Tuy nhiên, một nghiên cứu năm 2006 cho thấy có rất ít nguy cơ cận huyết trong Malopolski, một phần là do sự đa dạng di truyền lớn do Thoroughbred mang lại, được chứng minh là có ảnh hưởng di truyền mạnh mẽ đến giống Malopolski hiện tại.
Có hai giống Malopolski khác nhau là Sadecki và Dąbrowsko-Tarnowski.